# Wendell Meredith Stanley
Wendell Meredith Stanley (ur. 16 sierpnia 1904 w Ridgeville, Indiana, zm. 15 czerwca 1971 w Salamance) – amerykański profesor biochemii Uniwersytetu Kalifornijskiego i w Instytucie Medycznym Rockefellera w Princeton. 
Prowadził prace badawcze nad wirusem choroby mozaikowej tytoniu, które to prace są uważane współcześnie za początek wirusologii. Badał też sterole i olej chaulmugrowy. 
Nagroda Nobla w zakresie chemii w roku 1946 z Northropem i Sumnerem.